# 佐藤忠男
佐藤 忠男（さとう ただお、1930年10月6日 - 2022年3月17日）は、日本の評論家、編集者。日本映画大学名誉学長、文化功労者。位階勲等は従四位旭日中綬章。本名：飯利 忠男（いいり ただお）。
日本映画学校校長、日本映画大学映画学部教授、日本映画大学学長などを歴任した。

## 来歴

### 生い立ち
新潟県新潟市出身。小学校高等科を卒業後、中学校の入学試験に落ち、1年後に海軍の少年飛行兵となる（予科練出身）。敗戦後は故郷に戻り、鉄工所で働く。
1949年、新潟の鉄道教習所を卒業。国鉄に入り神奈川県大船に住むが、3ヶ月後に国鉄から解雇される。東京で職を探すが見つからず、電気工事店に1ヶ月勤務した後、新潟に戻る。電電公社の工場に勤務しながら2年間、定時制高校に通う。1952年、新潟市立工業高等学校（現・新潟市立高志高等学校）卒業。
工場で働きながら『映画評論』の読書投稿欄に映画評を盛んに投稿。また、1954年に『思想の科学』に大衆映画論「任侠について」を投稿し、鶴見俊輔の絶賛をうける。1956年刊行の初の著書『日本の映画』で、1957年、第二回キネマ旬報賞を受賞。1957年に『映画評論』の編集部員になるよう誘われ、上京する。

### 評論家として

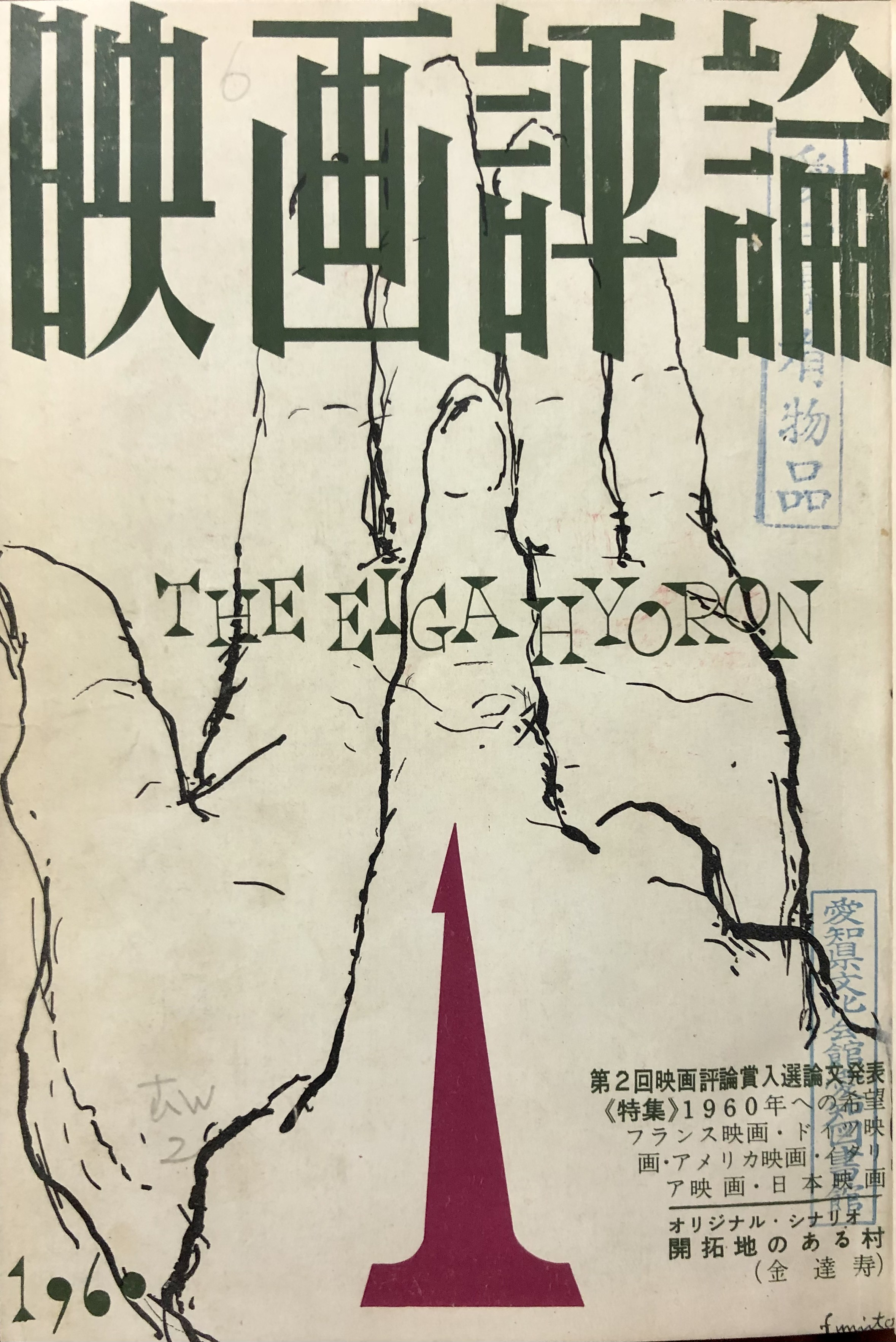
佐藤が編集長を務めていた頃の『映画評論』。1960年1月号の表紙。

『映画評論』『思想の科学』の編集にかかわりながら、評論活動を行う。佐藤重臣とともに「W佐藤」と呼ばれる。1959年、加太こうじ、森秀人、鶴見俊輔、虫明亜呂無、邑井操、柳田邦夫、タカクラ・テル、福田定良らと大衆芸術研究会を創設。
さらに、1973年から、妻の佐藤久子と共同で個人雑誌『映画史研究』を編集・発行。日本映画学校校長（1996年～2011年）、日本映画大学学長（2011年～2017年）。
1989年、第7回川喜多賞を妻の佐藤久子とともに受賞。1996年、第46回芸術選奨文部大臣賞を受賞、同年春の褒章で紫綬褒章を受章。2002年、春の叙勲で勲四等旭日小綬章を受章。その他に、王冠文化勲章（韓国）、レジオンドヌール勲章シュヴァリエ、芸術文化勲章シュヴァリエ（フランス）等を受章。2019年、文化功労者。2022年、第95回キネマ旬報ベスト・テンで特別賞を受賞。
アジア映画を中心として世界中の知られざる優れた現代映画を発掘・紹介し、映画界全体の発展に寄与した。
作家・編集者の岸川真は弟子筋にあたる。
2022年3月17日、胆のうがんのため死去。91歳没。死没日付で従四位に叙され、旭日中綬章を受章。

## 著作

### 単著
- レンズからみる日本現代史[19] 現代思潮社 1954
- 日本の映画 三一新書 1956
- 裸の日本人 判官びいきの民族心理 光文社カッパ・ブックス 1958
- 斬られ方の美学 筑摩書房 1962
- 少年の理想主義 明治図書出版 1964 （教育問題新書）
- 映画子ども論 東洋館出版社 1965 （教育の時代叢書）
- テレビの思想 三一書房 1966
- 権利としての教育 筑摩書房 1968
- 読書と人間形成 孤軍奮闘のたのしみの発見 毎日新聞社 1968
- 教育における自由 国土社 1969 （国土新書）
- 現代青年にとって教養とは何か 欲求不満からの出発 日本文芸社 1969
- 現代日本映画 評論社 1969
- 黒澤明の世界 三一書房 1969、増補版・朝日文庫 1986
- 現代世界映画 評論社 1970
- 現代アメリカ映画 評論社 1970
- 日本映画思想史 三一書房 1970
- 演劇と変貌 仮面社 1970
- 言葉の論理と情念 国土社 1971 （国土新書）
- 間隙を埋める思想 読売新聞社 1971
- 小津安二郎の芸術 朝日新聞社 1971 のち選書、文庫（増補版）
- 日本の映画・裸の日本人 評論社 1971
- ヌーベルバーグ以後 自由をめざす映画 中公新書 1971
- 不良少年物語 筑摩書房 1972 （ちくま少年図書館）
- 教育の変革 評論社 1972 （「人間の権利」叢書）
- 映画と人間形成  評論社 1972
- 学習権の論理 平凡社 1973
- いかに学ぶべきか 新しい独学の思想と方法 大和出版 1973
- 日本の漫画 評論社 1973
- 大島渚の世界 筑摩書房 1973 のち朝日文庫
- 戦争はなぜおこるか ポプラ社 1974 改訂版1982、改訂３版2001
- 民主主義の逆説 筑摩書房 1974
- 学校の外から考える 教育対談集 昌平社 1974
- 映画の読みかた 映像設計のナゾとセオリーの解明 じゃこめてい出版 1974
- 世界映画100選 秋田書店 1974
- 現代日本映画 第2集 評論社 1974
- 映像文化と教育 明治図書出版 1975 （現代授業論シリーズ）
- 何を読むべきか 立体的読書のすすめ 大和出版 1975 （グリーンブックス）
- 長谷川伸論 中央公論社 1975 のち文庫、岩波現代文庫
- 庶民心情のありか 時事通信社 1975
- 忠臣蔵-意地の系譜 朝日新聞社・選書 1976
- 日本人の心情 三一書房 1976
- なんのために学ぶか 自分学のすすめ 筑摩書房 1976
- 青春映画の系譜 秋田書店 1976
- 映画をどう見るか 講談社現代新書 1976
- 教科書への疑問から 学校製の常識を吟味する 学陽書房 1977 （ドキュメント現代の教育）
- 日本映画理論史 評論社 1977
- 日本記録映像史 評論社 1977
- 君は時代劇映画を見たか じゃこめてい出版 1977
- 家庭の甦りのために ホームドラマ論 筑摩書房 1978
- 映像の思索者たち 世界の映画監督論 千曲秀版社 1978
- 映画・青春・人生 近代映画社 1978
- 苦労人の文学 千曲秀版社 1978
- 日本映画の巨匠たち 学陽書房 1979
- 現代世界映画 1970年-1978年 評論社 1979
- 私の生き方学び方 日本書籍 1979
- 子どものアイドル 文化出版局 1980
- 論文をどう書くか 私の文章修業　講談社現代新書 1980
- 映画館が学校だった 日本経済新聞社 1980 のち講談社文庫
- 「男らしさ」の神話 東洋経済新報社 1980 （東経選書）
- 溝口健二の世界 筑摩書房 1982  のち平凡社ライブラリー
- 働くということの発見 自分流のすすめ ダイヤモンド社 1984
- スクリーン労働論 映画にみる働くことの思想 凱風社 1984
- ストレンジャーズ・ミート 第三世界の映画 現代書館 1984
- 二枚目の研究 俳優と文明 筑摩書房 1984
- “自分流"で生きてみないか いつでもやり直しができる学び方・考え方 大和出版 1984
- 木下恵介の映画 芳賀書房 1984 （フィルム・アートシアター）
- 漫画と表現 評論社 1984
- キネマと砲声 日中映画前史 リブロポート 1985 のち岩波現代文庫
- 日本映画と日本文化 未來社 1987
- 俳優の美学 未來社 1987
- みんなの寅さん「男はつらいよ」の世界 朝日新聞社 1988 のち文庫
- 東京という主役 映画のなかの江戸・東京 講談社 1988 「映画の中の東京」平凡社ライブラリー
- 映画で世界を愛せるか 岩波新書 1989
- 黒澤明解題 岩波書店・同時代ライブラリー 1990 「黒澤明作品解題」岩波現代文庫
- 映画を考える 主婦の友社 1991
- 見ることと見られること 日本評論社 1991 のち岩波現代文庫
- ATG映画を読む 60年代に始まった名作のアーカイブ フィルムアート社 1991
- ヨーロッパ映画 第三文明社 1992
- 日本映画 第三文明社 1992
- 大衆文化の原像 岩波書店・同時代ライブラリー 1993
- アジア映画 第三文明社 1993
- 日本映画史 全4巻 岩波書店 1995、増補版2006-2007
- 日本映画300 朝日文庫 1995
- 世界映画史 上下 第三文明社 1995-1996
- 新・学問のススメ 学ぶことは楽しい ポプラ社 1996 （新・のびのび人生論）
- 日本映画の巨匠たち 全3巻 学陽書房 1996-1997
- 大人になるということ 岩波ジュニア新書 1998
- 知られざる映画を求めて 現代書館 1999
- 韓国映画の精神 林権澤監督とその時代 岩波書店 2000
- 映画で読み解く「世界の戦争」 昂揚、反戦から和解への道 ベスト新書 2001
- いま学校が面白い 岩波ジュニア新書 2001
- 映画の真実 スクリーンは何を映してきたか 中公新書 2001
- 戦争はなぜ起こるか ポプラ社 2001
- 映画に魅せられて 現代書館 2002
- 伊丹万作「演技指導論草案」精読 岩波現代文庫 2002
- 自分らしく生きてゆけないのはなぜか  ポプラ社 2003
- 映画俳優  晶文社 2003
- わが映画批評の五〇年 評論選 平凡社 2003
- 誇りと偏見 私の道徳学習ノート ポプラ社 2004
- ビデオ& DVDで観たい決定版!日本映画200選 清流出版 2004
- 映画から見えてくるアジア 洋泉社新書 2005
- 黒木和雄とその時代 現代書館 2006
- 中国映画の100年 二玄社 2006
- 12歳からの映画ガイド 生き抜く力を学ぶ! 必見50本+150 小学館 2007
- 草の根の軍国主義 平凡社 2007
- 独学でよかった 読書と私の人生 チクマ秀版社 2007、改訂版・中日映画社 2014
- 映画でわかる世界と日本 キネマ旬報社 2008
- 意地の美学 : 時代劇映画大全 じゃこめてい出版 2009
- 映画監督たちの肖像 日本の巨匠10人の軌跡 日本放送出版協会 2009 （NHKシリーズ）
- ドキュメンタリーの魅力 岩波書店 2009 （シリーズ日本のドキュメンタリー）
- 教育者・今村昌平 キネマ旬報社 2010
- 人間のこころを描いた世界の映画作家たち : NHKラジオテキスト 日本放送出版協会 2011 （NHKシリーズ）
- 喜劇映画論 : チャップリンから北野武まで 中日映画社 2015
- 映画で日本を考える 中日映画社 2015
- 映画監督が描いた現代 : 世界の巨匠13人の闘い NHK出版 2016 （NHKシリーズ）
- 映画で見えた世界 中日映画社 2016
- 恋愛映画小史 中日映画社 2017
- 映画は子どもをどう描いてきたか 岩波書店 2022.12 - 遺著

海外出版
- Kenji Mizoguchi and the art of Japanese cinema Berg 2008
- 炮声中的電影 : 中日電影前史 世界图书出版公司北京公司 2016

### 共編著
- 現代漫画 全27巻 鶴見俊輔,北杜夫と共編 筑摩書房 1970～1971
- チャンバラ映画史 尾上松之助から座頭市まで 吉田智恵男共編著 芳賀書店 1972
- 日本映画100選 南部僑一郎共著 秋田書店 1973
- 学校と世間 進学文明を超えるもの 京極純一対談 中公新書 1975
- 日本映画女優史 吉田智恵男共編著 芳賀書店 1975 （フィルム・アートシアター）
- お化け煙突の世界 映画監督五所平之助の人と仕事（編）ノーベル書房 1977
- 洋画プログラム・コレクション（編）河出書房新社 1983
- 映像の視覚 川本三郎共著 現代書館 1983
- 上海キネマポート 甦る中国映画 刈間文俊共著 凱風社 1985 （シバシン文庫）
- 講座日本映画 全8巻　今村昌平/佐藤忠男/新藤兼人/鶴見俊輔/山田洋次編　岩波書店 1985
- 韓国映画入門 李英一共著 凱風社 1990
- 中国映画が燃えている 「黄色い大地」から「青い凧」まで 竹内実共著 朝日ソノラマ 1994
- アジア映画小事典（編著）三一書房 1995
- 新世紀アジア映画 アジアフォーカス・福岡（編）キネマ旬報社、2000
- 「映画評論」の時代 岸川真共編著 カタログハウス 2003
- 日本の映画人 日本映画の創造者たち（編）日外アソシエーツ 2007
- シリーズ日本のドキュメンタリー全5冊（編著）岩波書店　2009～2010

### 共著
- 『日本の大衆芸術 : 民衆の涙と笑い』加太こうじ、浅井昭治、虫明亜呂無、森秀人、柳田邦夫、邑井操、鶴見俊輔共著、現代教養文庫 1962
- 近代日本思想史講座 第3巻 発想の諸様式 伊藤整/清水幾太郎編 筑摩書房、1960 pp.297-319「政治意識と生活感覚」

### 翻訳
- Marilyn Monroe レンズの向こうの真実 イヴ・アーノルド JICC出版局 1989